# Boubacar Traoré
Boubacar Traoré (San, 1999. december 14. –) mali válogatott labdarúgó, a líbiai Al-Ahly játékosa.

## Pályafutása

### Klubcsapatokban
A Stade Malien csapatánál nevelkedett, majd 2019 januárjában a tunéziai első osztályban szereplő CA Bizertin igazolta le. Itt 16 mérkőzésen lépett pályára, és 6 gólt szerzett.
A 2020 téli átigazolási időszakában szabadon igazolhatóvá vált, majd augusztus 4-én a Budapest Honvéd szerződtette. Augusztus 21-én debütált a kispesti klub színeiben az MTK Budapest elleni 3–1-es vereséggel végződő derbin. Néhány nappal később kétszer is betalált az Európa-liga selejtezőjének első fordulójában, a finn Inter Turku ellen. Az idény során mind a bajnokságban, mind a kupában eredményesnek bizonyult, összesen 22 mérkőzésen 5 alkalommal talált a hálóba.
2021. augusztus 12-én kölcsönbe került az amerikai Sporting Kansas City II csapatához, amely az azonos nevű első osztályú klub tartalékegyüttese. Egy hónap alatt azonban nem kapott játéklehetőséget; néhány alkalommal a kispadon ült, de legtöbbször a lelátóra szorult. Augusztus 31-én visszarendelték a Honvédhoz, ahol először a harmadosztályú tartalékcsapatban játszott, később azonban visszakerült az első csapat keretébe.
2023. január 3-án közös megegyezéssel szerződést bontott a Honvéddal, és ismét szabadon igazolható lett. Néhány nappal később a tunéziai élvonalbeli US Monastir csapatához igazolt.

### A válogatottban
A mali labdarúgó-válogatottban 2023. március 24-én mutatkozott be egy Gambia elleni mérkőzésen. 2023. októberben ismét meghívót kapott Mali válogatottjába a közelgő barátságos mérkőzésekre.

## Statisztika

### Klubcsapatokban
2024. május 27-i állapot szerint.
| Klub             | Szezon           | Bajnokság             | Bajnokság | Bajnokság | Kupa  | Kupa  | Nemzetközi | Nemzetközi | Összes | Összes |
| Klub             | Szezon           | Liga                  | Mérk.     | Gólok     | Mérk. | Gólok | Mérk.      | Gólok      | Mérk.  | Gólok  |
| ---------------- | ---------------- | --------------------- | --------- | --------- | ----- | ----- | ---------- | ---------- | ------ | ------ |
| Stade Malien     | 2018–19          | Ligue 1               | —         | —         | —     | —     | —          | —          | —      | —      |
| CA Bizertin      | 2018–19          | CLP-1                 | 4         | 1         | —     | —     | —          | —          | 4      | 1      |
| CA Bizertin      | 2019–20          | CLP-1                 | 12        | 5         | 0     | 0     | —          | —          | 12     | 5      |
| CA Bizertin      | Összesen         | Összesen              | 16        | 6         | 0     | 0     | 0          | 0          | 16     | 6      |
| Budapest Honvéd  | 2020–21          | NB I                  | 18        | 2         | 2     | 1     | 2          | 1          | 22     | 4      |
| Budapest Honvéd  | 2021–22          | NB I                  | 12        | 1         | 1     | 0     | —          | —          | 13     | 1      |
| Budapest Honvéd  | 2022–23          | NB I                  | 6         | 0         | 0     | 0     | —          | —          | 6      | 1      |
| Budapest Honvéd  | Összesen         | Összesen              | 36        | 3         | 3     | 1     | 2          | 1          | 41     | 5      |
| US Monastir      | 2022–23          | CLP-1                 | 11        | 3         | 0     | 0     | 8          | 3          | 19     | 6      |
| US Monastir      | 2023–24          | CLP-1                 | 12        | 10        | 3     | 0     | 0          | 0          | 15     | 10     |
| US Monastir      | Összesen         | Összesen              | 23        | 13        | 3     | 0     | 8          | 3          | 36     | 16     |
| Al-Ahly Bengázi  | 2023–24          | Libyan Premier League | 5         | 5         | 0     | 0     | —          | —          | 5      | 5      |
| Karrier összesen | Karrier összesen | Karrier összesen      | 80        | 27        | 6     | 1     | 10         | 4          | 96     | 31     |

Jegyzetek
1. ↑  Mérkőzése(i) a CAF-konföderációs kupában

### A válogatottban
2024. november 29-i állapot szerint.
| Mali     | Mali  | Mali  |
| Év       | Mérk. | Gólok |
| -------- | ----- | ----- |
| 2023     | 3     | 0     |
| 2024     | 4     | 0     |
| Összesen | 7     | 0     |

#### Mérkőzései a mali válogatottban
megjegyzés Az eredmények a mali válogatott szemszögéből értendők.
| #  | Dátum             | Ellenfél                | Eredmény | Kiírás                               | Esemény     |
| -- | ----------------- | ----------------------- | -------- | ------------------------------------ | ----------- |
| 1. | 2023. március 24. | Gambia                  | 2 – 0    | ANK-selejtező                        | 87'         |
| 2. | 2023. március 28. | Gambia                  | 0 – 1    | ANK-selejtező                        | 88'         |
| 3. | 2023. október 13. | Uganda                  | 1 – 0    | Barátságos mérkőzés                  | 68'         |
| 4. | 2024. január 6.   | Bissau-Guinea           | 6 – 2    | Barátságos mérkőzés                  | a szünetben |
| 5. | 2024. január 16.  | Dél-afrikai Köztársaság | 2 – 0    | Afrikai nemzetek kupája csoportkör   | 87'         |
| 6. | 2024. január 30.  | Burkina Faso            | 2 – 1    | Afrikai nemzetek kupája nyolcaddöntő | 90+3'       |
| 7. | 2024. február 3.  | Elefántcsontpart        | 1 – 2    | Afrikai nemzetek kupája negyeddöntő  | 89'         |

Jegyzetek
1. ↑  hosszabbítás után

## Sikerei, díjai
Egyéni
- Ligue Professionelle 1 gólkirály: 2023–24 (10 gól)

## Fordítás
- Ez a szócikk részben vagy egészben  a   Boubacar Traoré (calciatore 1999) című olasz Wikipédia-szócikk ezen változatának fordításán alapul.  Az eredeti cikk szerkesztőit annak laptörténete sorolja fel. Ez a jelzés csupán a megfogalmazás eredetét és a szerzői jogokat jelzi, nem szolgál a cikkben szereplő információk forrásmegjelöléseként.

#### Közösségi platformok
- Boubacar Traoré az Instagramon

#### Egyéb weboldalak
- Boubacar Traoré adatlapja a Transfermarkt oldalán (angolul)
- Boubacar Traoré adatlapja a Soccerway oldalon (angolul)
- Boubacar Traoré adatlapja a National Football Teams oldalán (angolul)
- Boubacar Traoré adatlapja az MLSZ oldalán (magyarul)
- Adatlapja (angol nyelven). worldfootball.net
- Adatlapja (magyar nyelven). hlsz.hu